# 藍川珪
藍川 珪（あいかわ けい、 7月19日 - ）は日本の女性声優。千葉県出身。以前はアトリエピーチに所属していた。

## 人物
ゲームやフィギュアスケートの試合鑑賞、麻雀が趣味。英検準2級を持っている。

## 出演
太字は主役・メインキャラクター。

### ゲーム

#### 2009年
- 紫電〜円環の絆〜（黒衣くノ一）

#### 2010年
- ク・リトル・リトル 〜魔女（オトメ）の使役（フレ）る、蟲神（テンシ）の触手（ユビサキ）〜
- 最強の女・麗華と涼-肛辱屈服の記録-（麗華）[2]
- 女装で孕ませてっ（神代 亜貴）
- 絶望師（君塚 真里杏、陸田 以子[3]）
- 撫子乱舞（睦月 唯）
- 風ヶ原学園スパイ部っ!
- 人妻商店街 〜売り物はわ・た・し（風間 美和子）
- プレイ! プレイ! プレイ!（藤崎 ひなの）
- 女神とLOVE! 〜5人の女神様とイチャハメ孕ませ新婚生活♪〜（アイラ）
- Re:Seven 〜僕が君に出来るコト〜（次長）

#### 2011年
- アルテミスブルー（アントニオ・デル・オルモ）
- 12+（ケイ）
- ぶら ぶら（撫子先生）
- もっと! 女装で孕ませてっ（神代 亜貴）
- 勇者と彼女に花束を（透姫）
- 雪鬼屋温泉記
- オトミミ∞インフィニティー（南雲 涼子）[4]
- 虐襲4（リットン・グラオ・ファーベ）[5]
- 揺り籠より天使まで（巴 基樹）[6]
- ワケあり!（熊野 めぐみ）[7]
- 新やらせてっ!てぃーちゃー（桐生 愛子）

#### 2012年
- 虹翼のソレイユ-ⅶ's World-（レギン・レイヴ）[8]
- 波間の国のファウスト（綴 カナタ）[9]
- ボクのママン捜し 〜ママをたずねたら…8人の巨乳妻でした〜（石田 弥生）[10]
- 創世奇譚アエリアル（東郷 シン）[11]
- 九十九の奏〜欠け月の夜想曲〜（十月桜 李砂）[12]
- ヒメゴト・マスカレイド 〜お嬢様たちの戯れ〜（阿部倉 かりん）[13]
- 操心術∞[14]
- 沈黙の女学園 〜阿鼻叫喚の肉欲の宴は終わりを見せるのか〜（新浪 美園）[15]
- 毎日しゃぶっていいですか?〜１部屋-魔乳家族〜（市位 魔菜[16]、姫野 二季[17]）
- キミへ贈る、ソラの花（下野 すみれ）[18]
- 水月 弐 〜追憶〜（堤 智華）

#### 2013年
- プリンセスキッス! ～少女1000年紀物語～（ララ）
- 虚ノ少女（二見 憂）[19]
- Royal Duty / Flush!!（悠馬、女子生徒A）
- LOVELY×CATION2
- こなかな2 Konatayori Kanatamade II（神楽 美琴）
- キモメン底辺職でも巨根ならハーレムギルドの主になれる!? 〜伝説の騎士や聖女、魔王を種付け攻略! 美少女だらけ夢の冒険性活!〜（ソニア・ユーディット）
- 御伽話は闇の中（白雪 沙織）
- やらせてっ! てぃーちゃー ～学園旅行～（不二 正美）
- ゆめこい ～夢見る魔法少女と恋の呪文～
- 女装で孕ませてっ外伝 ～過去は夕闇色の少女と共に～（神代 亜貴）
- クラス全員マヂでゆり?! ～私達のレズおっぱいは貴女のモノ・女子全員潮吹き計画～（比叡 真美、五十鈴 蓋子）
- 信長の欲とボウ（アケチ ミツヒデ、アサクラ ヨシカゲ）
- にゃんカフェマキアート 〜猫がいるカフェのえっち事情〜（猫屋敷 虎寅）
- リベリオンズ Secret Game 2nd Stage BOOSTED EDITION（蒔岡 彰）
- 夢か現かマトリョーシカ
- 我が家のヒメガミさまっ!（多治川 浩之介）
- やらせてっ! てぃーちゃー Treasure Story（不二 正美）

#### 2014年
- 憑依変身エクストラソウルズ（岩崎 佳乃）
- きみと僕との騎士の日々 -楽園のシュバリエ-（不破 柚生）
- イノセントガール（ポエム）
- 虐襲5（ラチェッタ・ソウルシア）
- 人妻運輸・催眠NTR便（吉住 幸恵）
- ひこうき雲の向こう側（戸井 潤）
- 夏恋ハイプレッシャー（美弥原 健太）
- 超催眠術学園（五橋 愛風）
- 深淵の瞳は恋の色（白銀=ルゥ）
- 偽骸のアルルーナ（シェロ）
- 人妻運輸・催眠NTR便 ～生田目美紀の欲望（吉住 幸恵）
- 晴のちきっと菜の花びより
- 箱庭ロジック（和久井 礼）
- お母さんの甘々タイム ～息子の欲望～（ちづる）[20]
- 人妻運輸・催眠NTR便 ～須藤順子の誘惑（吉住 幸恵）
- へんこい 変恋≒黒歴史（上村 千鶴）
- モモノコスイーパーズ!（浦 理穂）

#### 2015年
- エロ温泉 ～新人女将の間違いだらけのおもてなし～（竹内 初枝）
- プレイクラブ（霧生 茜）
- 爆乳セレブ妻・お触り車両 「イヤ、ダメ、触らないで! これ以上されたら……」（福地 麻紀）
- やらせてっ! てぃーちゃー CHANGE（田丸 奈緒美）
- らぶらぶ♥プリンセス ～お姫さまがいっぱい! もっとエッチなハーレム生活!!～（アルル・ユルル・ピルル・ミルル・クルル、ムバンバさん）
- Sexyビーチ プレミアムリゾート（霧生 茜）
- 淑母の疼き2 ～熟れた人妻から漂う“女”の色香～（山科 夏織）
- ANOTHER POSSIBILITY（黒重 沙羅）
- 通淫母 ～我が子の下宿でオンナに戻る母～（曽川 温子）

#### 2016年
- 神楽花莚譚 追加シナリオパック（薪野 静流）
- 瑠璃の檻 ‐DOMINATION GAME‐（灰堂 美夜子）
- 箱庭ロジック ～瑚子といちゃらぶ! SM生活～（和久井 礼）

#### 2017年
- 水葬銀貨のイストリア（安針塚 いつみ）
- 魔女と剣と千の月（渡瀬 連、邪神、柿崎 遼子）

#### 2018年
- 夏色ラムネ（梶浦 聡）

#### 2020年
- 虚ノ少女《NEW CAST REMASTER EDITION》（二見 憂）

### 同人ゲーム
- 放課後催眠倶樂部 ～餐～（高望 譲）

### ソーシャルゲーム
- Quiz of Walkure（レムリア、ロビーネ 、ニロ）[21]

## インターネットラジオ
- 小倉結衣と藍川珪のまったりTV(仮)（ustream生放送：2011年8月9日 -）